# حادثة جينان
حادثة جينان (باليابانية: 済南事件) ؛(عرفت سابقاً بالأحرف الرومانية Tsinan) أو مأساة الثالث من مايو بدأت في 3 مايو 1928 بين الجيش الثوري الوطني لشيانغ كاي شيك والجنود والمدنيين اليابانيين في جينان، عاصمة مقاطعة شاندونغ في الصين، والتي تصاعدت بعد ذلك إلى صراع مسلح بين الجيش الوطني الثوري والجيش الإمبراطوري الياباني. تم نشر جنود يابانيين في مقاطعة شاندونغ لحماية المصالح التجارية اليابانية في المقاطعة، والتي هددها تقدم الغزو الشمالي لشيانغ لإعادة توحيد الصين في ظل حكومة الكومينتانغ.  وعندما اقترب الجيش الوطني الثوري من جينان، انسحبت حكومة بيانج المتحالفة مع جيش صن تشوان فانغ من المنطقة، سامحتا بذلك بالاستيلاء السلمي على المدينة من قبل الجيش الوطني الثوري.  تمكنت قوات جيش التحرير الوطني في البداية من التعايش مع القوات اليابانية المتمركزة حول القنصلية والشركات اليابانية، ووصل شيانج كاي شيك للتفاوض على انسحابهم في 2 مايو. ومع ذلك، تمّ كسر هذا السلام في صباح اليوم التالي، عندما أدى نزاع بين الصينيين واليابانيين إلى مقتل ما بين 13 و 16 مدنيًا يابانيًا. نتج عن الصراع الناتج الآلاف من الضحايا من جانب الجيش الوطني الثوري، الذي بدوره فرّ من المنطقة لمواصلة الزحف شمالا باتجاه بكين، وترك المدينة تحت الاحتلال الياباني حتى مارس 1929. 

## خلفية
خلال الغزو الشمالي الهادف لإعادة توحيد الصين في ظل حكومة الكومينتانغ (KMT)، تم مهاجمة المحميات والقنصليات الأجنبية في نانجينغ في مارس 1927 وهانكو في أبريل 1927 من قبل جنود الجيش الثوري الوطني (NRA) في الكومينتانغ والمدنيين الصينيين على التوالي في ما أصبح تسمى حادثة نانكينغ وهانكو.  أعقاب هذه الحوادث، أدلى قائد جيش التحرير الوطني شيانج كاي شيك بتصريحات متكررة مفادها أنه لن يتسامح مع الهجمات التي يشنها جنوده ضد الأجانب، وقال وزير خارجية الكومينتانغ هوانغ فو إنهم «سيحافظون بالقدرة الكاملة على حياة وممتلكات الأجانب في الصين وفقًا للقانون الدولي والاعراف».  على الرغم من هذه التأكيدات، ظلت القوى الأجنبية، بما في ذلك اليابان، قلقة بشأن سلامة مصالحها الاقتصادية والسياسية في الصين، وأعلنت أن حادثة نانجينغ لن تتكرر. 

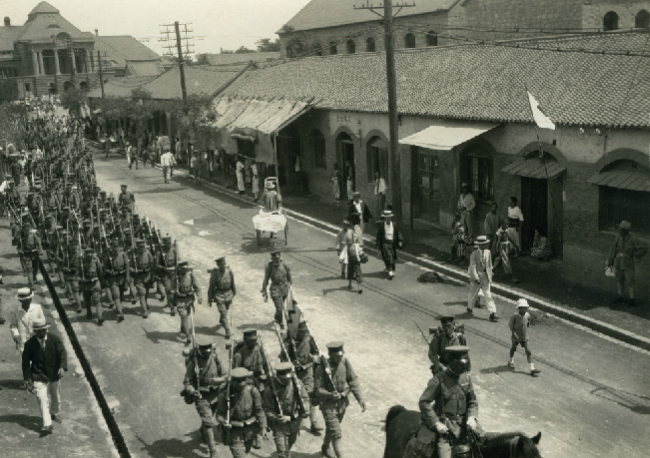
القوات اليابانية في المنطقة التجارية، يوليو 1927. يمكن رؤية محطة سكة حديد جينان في الخلفية.

عندما أجبرالجيش الوطني الثوري. تحالف أمراء الحروب «جيش التهدئة الوطني» الذي عينته حكومة بييانغ بتراجع إلى مقاطعة شاندونغ في مايو - يونيو 1927، قام اليابانيون، الذين اعتبروا المقاطعة في نطاق نفوذهم، بنشر أربعة آلاف جندي من جيش كوانتونج في مدينتي تشينغداو وجينان في ما أسماه "الغزو الأول لشاندونغ" (第一山東出兵 Dai-ichi Santō Shuppei)، ظاهريًا لحماية المدنيين اليابانيين تحسبًا لتقدم الجيش الوطني.   أراد قائد الجيش الوطني شيانغ كاي شيك إبعاد قواته عن جينان، متجنباً ما اعتبره صدامًا عديم الفائدة ومكلفًا مع اليابانيين. وبالمثل، عرف رئيس الوزراء الياباني بارون تاناكا جايتشي أن نشر القوات يمكن أن يؤدي إلى صراع مع الصينيين، والذي، بدلاً من حماية المواطنين اليابانيين والمصالح الاقتصادية، يمكن أن يعرضهم لمزيد من الخطر. وهو كذلك، في محاولة لحل الانقسام بين فصيل ووهان ونانجينغ من حزب الكومينتانغ، اضطر شيانغ إلى الاستقالة من منصبه كقائد للجيش الوطني ووقف الغزو الشمالي في أغسطس 1927، وتجنب الصراع.   مع التهديد بتقدم جيش التحرير الوطني، سحب اليابانيون قواتهم من جينان في سبتمبر 1927. 
سعى شيانغ إلى تجنب تكرار مثل هذه الصراعات و الحد من التدخل الياباني، وفي 5 نوفمبر 1927، بينما كان متقاعدًا اسمياً من قيادة الغزو الشمالي، التقى برئيس الوزراء الياباني تاناكا.  خلال الاجتماع، اقترح تاناكا أن اليابانيين سيدعمون تشيانج فقط في الصين، ولن يتدخلوا في الشؤون الداخلية الصينية. ورد شيانج بقوله أنه «فهم» اهتمام اليابان بالصين. عندما قال تاناكا أن تشيانغ ينبغي أن تركز على تعزيز سلطته في الأراضي الواقعة تحت سيطرة حزب الكومينتانغ، بدلا من الشمال باتجاه مسبقا المجال الياباني من النفوذ في زمرة فنغتيان التي تسيطر عليها شاندونغ ومنشوريا، أجاب تشيانغ أن هذا لم يكن ممكنا. وبالتالي، انتهى النقاش دون نتيجة واضحة، على الرغم من أن تاناكا قيل أنه يأمل في الاجتماعات المقبلة. من جانبه، اعتبر شيانج الاجتماع فاشلاً، لكنه حافظ على نهجه في محاولة العمل مع اليابانيين للتوصل إلى حل قابل للطرفين.  وعلى الرغم من ذلك، لم يكن لشيانج سوى قبضة هشة على السلطة في الصين، واعتمد إلى حد كبير على الوعد بإنهاء الهيمنة الأجنبية وإعادة توحيد البلاد لدعم شرعيته. 

## الأحداث

### وصول قوات جيش التحرير الوطني إلى جينان

خريطة لتحركات القوات في الفترة التي سبقت حادثة جينان، أبريل - مايو 1928

بحلول أبريل 1928، عزز شيانغ كاي شيك السلطة مرة أخرى، وفي ذلك الوقت الذي استأنف فيه الغزو الشمالي. كان جيش المقاومة الوطني قادرًا على دفع قوات أمير الحرب المتحالف مع بييانغ سون تشوانفانغ بسرعة، وتقدم إلى شاندونغ. تراجعت صن إلى جينان عن طريق السكك الحديدية في 17-18 أبريل، تاركة الطريق إلى جينان مفتوحًا أمام الجيش الوطني.  عندما علم اليابانيون بفشل صن في الدفاع عن شاندونغ، قرر رئيس الوزراء تاناكا، بناء على مشورة مستشاريه العسكريين، نشر الفرقة السادسة في جينان في 19 أبريل، فيما كان يسمى "الغزو الثاني لشاندونغ" (第二山東出兵 Dai-ni Santō Shuppei).   حيث كان لدى تاناكا مخاوف بشأن ما إذا كان من الحكمة إطلاق الحملة، إلا أن حزبه، ريكن سييكاي، كان قد رفع شعار «حماية المواطنين في الحال» في انتخابات فبراير 1928، مما حد من قدرته على يعدل رد الفعل الياباني.  حتى قبل أن يصدر تاناكا الأمر، بدأت القوات تحت قيادة الجنرال فوكودا هيكوسوكي في الوصول إلى جينان عبر سكك حديد تشينغداو - جينان، ربما في وقت مبكر من 10 أبريل.  كانت هذه أول حالة خطيرة للعمل الانفرادي من قبل الجيش الياباني بعد استعادة ميجي.  ومع ذلك، وصلت أول مجموعة كبيرة من 475 جنديًا إلى جينان من تشينغداو في 20 أبريل. وأعقبهم أكثر من 4000 جندي إضافي خلال الأيام القادمة. أثار وصول القوات اليابانية إلى جينان، المتزامن مع انسحاب القوات المتحالفة مع بييانغ هناك، شكوكًا حول ما إذا كان أمراء الحرب في بييانغ قد طلبوا تدخلًا يابانيًا. تم استخدام هذا كدعاية من قبل الكومينتانغ، على الرغم من أن زعيم حكومة بييانغ تشانغ زولين نفى القيام بأي شيء من هذا القبيل.   احتج كل من حكومة بييانغ وحكومة حزب الكومينتانغ في نانجينغ على الإجراء الياباني، والذي اعتبروه انتهاكًا للسيادة الصينية. 
عندما شن جيش التحرير الوطني هجومًا على الكماشة على جينان، تضررت السكك الحديدية إلى تشينغداو وبكين، مما منع القوات المتحالفة مع أمراء الحرب من تلقي تعزيزات.  أدى ذلك أيضًا إلى تضارب الجيش الوطني مع الجيش الياباني، الذين كانوا يحرسون خط سكك حديد تشينغداو - جينان، على الرغم من عدم اندلاع أعمال عنف في هذه المرحلة. في 29 أبريل، اندلعت الفوضى عندما بدأت قوات أمراء الحرب في الفرار شمالًا عبر جسر السكة الحديدية لوكو المقام على النهر الأصفر، تاركًتا جينان. وأثناء مغادرتهم المدينة، ورد أن قوات أمراء الحرب تورطت في عمليات نهب، على الرغم من استمرار حماية المناطق التي يسكنها اليابانيون من قبل القوات اليابانية.  عدم الرضا العام عن وجود الجيش الإمبراطوري الياباني في شاندونغ بدى واضحًا بشكل متزايد، واعتبر وجودهم محاولة جديدة من قبل اليابانيين للسيطرة على المنطقة، كما فعلوا في عام 1914 خلال الحرب العالمية الأولى. دخلت قوات جيش المقاومة الوطني إلى جينان على مدار 30 أبريل و 1 مايو، وسيطرت عليها دون أي مشاكل.  في 2 مايو، بدأ شيانج كاي شيك مفاوضات مع اليابانيين لسحب قواتهم، وقدم تأكيدات للواء الياباني Saitō Ryū [斎藤瀏] أنه لن يكون هناك أي اضطرابات في جينان، وأمر قواته بالتقدم شمالًا من جينان على عجل، لتجنب أي صراع محتمل.    بعد المفاوضات، قرر سايتو البدء في الاستعدادات لسحب القوات اليابانية، وقال إن جميع الأمور الأمنية في جينان ستعهد إلى شيانج. أعطى الجنرال فوكودا في وقت لاحق موافقته على هذا القرار، وبدأت القوات اليابانية في الانسحاب خلال ليلة 2-مايو.  

### 3 مايو النزاع بين الجيش الوطني والجنود اليابانيين
ظلت المنطقة هادئة، على الرغم من التوتر، حتى اندلع اشتباك بين الجنود اليابانيين وجنود الجيش الوطني في صباح 3 مايو. التفاصيل الدقيقة حول ما حرض على الاشتباك موضع خلاف بين الجانبين الياباني والصيني.   بينما دمر اليابانيون على الفور المحطة اللاسلكية الصينية بعد بدء الاشتباك، بقوا مسيطرين على خط الاتصال الوحيد للعمل خارج جينان، مما أجبر تقارير وسائل الإعلام الأجنبية على الاعتماد بالكامل على النسخة اليابانية من الأحداث..   وفقًا للرواية اليابانية الرسمية، وفقًا لما أفاد به الجنرال فوكودا، مجموعة من الجنود الصينيين بقيادة الجنرال هي He Yaozu [賀耀組]، المعروف بأنه مسؤول عن حادثة نانجينغ، اقتحم مكتب صحيفة مانشو نيپواليابانية، واعتدى على صاحبها في الساعة 09:30.   هرعت مجموعة من الجنود اليابانيين بقيادة الكابتن كوميكاوا يوشيهارو وهم يقومون بدوريات في المنطقة إلى مكان الحادث، وحاولوا إيقاف الجنود الصينيين. ثم فتح الجنود الصينيون النار على القوات اليابانية، مما تسبب في رد اليابانيين على النيران.  في النسخة الصينية للأحداث، كما سجلها تشيانغ كاي شيك، جندي صيني مريض حاول التماس العلاج في مستشفى مسيحي محلي بمساعدة عامل محلي تم منعه من التقدم في الشارع إلى المستشفى من قبل الجنود اليابانيين، مما أثار جدالاً لفظياً. ثم أطلق اليابانيون النار على الجندي والعامل وقتلوه.  ومع ذلك، ذكرت مصادر صينية مختلفة نسخًا مختلفة من الأحداث، وهذا أعطى انطباعًا بأن الصينيين كانوا يخترعون القصص لتبرير سلوكهم.  ومع ذلك فإن الإصدار الياباني، وضع باستخدام ربطها الخاص بأحداث من تكتيكات التضليل من قبل الجيش كوانتونغ في حادثة هانغاتونوحوادث موكدين. 

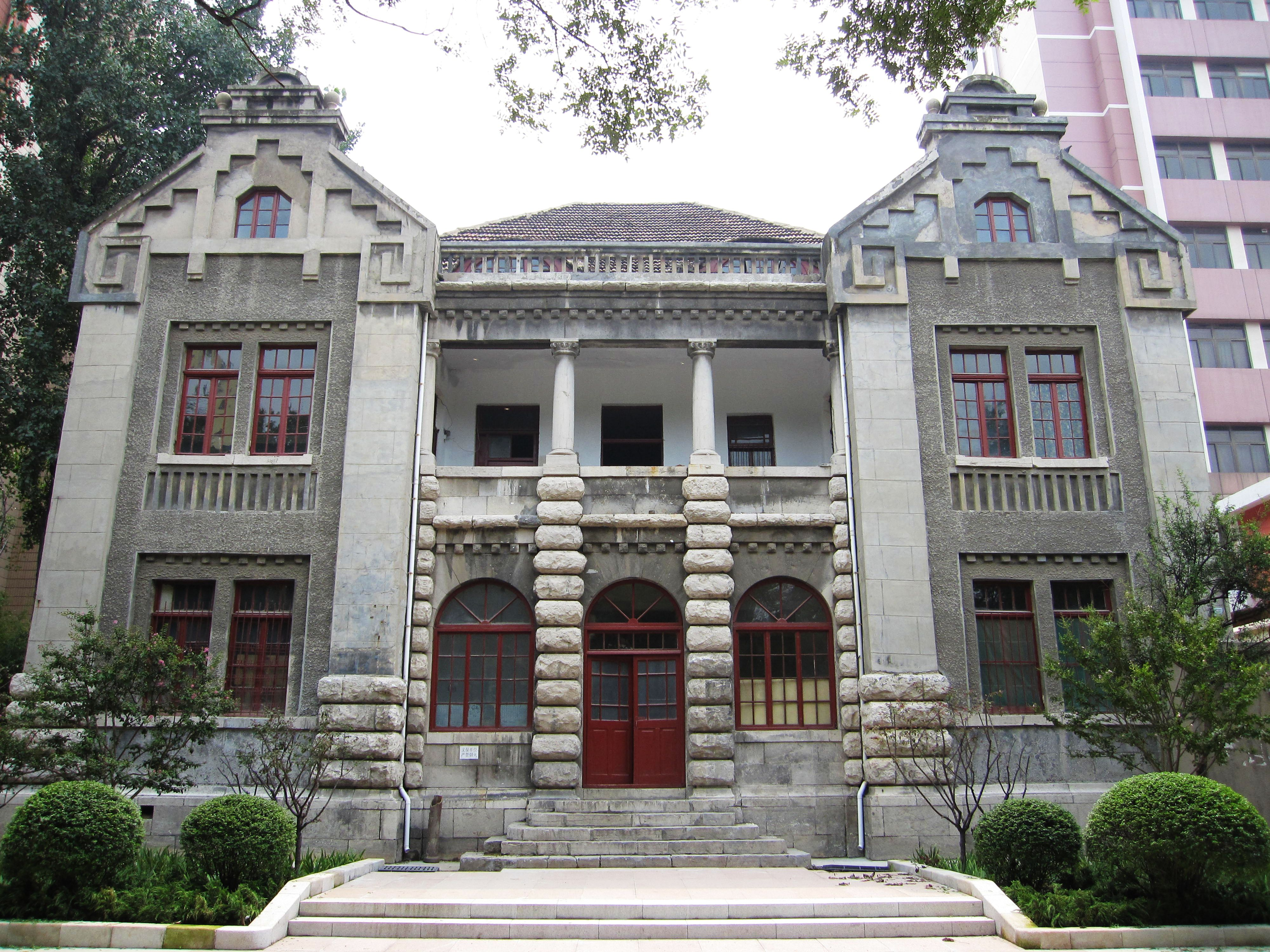
مبنى وزارة الخارجية السابق في جينان، موقع مقتل كاي غونغشي

### ابتداء القتال والهدنة
بغض النظر عمن بدأ الاشتباك، فقد سرعان ما أدى إلى صراع واسع النطاق بين الجيش الوطني والجيش الياباني. أفاد اليابانيون بأن جنود جيش المقاومة الوطنيين «ركضوا ركض الرعاع»، مما تسبب في دمار شامل ومذبحة للمدنيين اليابانيين، وأبلغ القنصل العام البريطاني بالإنابة أنه رأى جثث ذكور يابانيين تم خصيها.   وفي حادثة من شأنها إثارة غضب الصينيين، دخل الجنود اليابانيون إلى مبنى قال الصينيون فيما بعد إنه مقر مفاوضاتهم، وقتلوا الدبلوماسي الصيني تساي جونجشي، وثمانية من طاقمه، وسبعة من جنود جيش التحرير الوطني، وطباخ واحد.  الرقم الدقيق للقتلى محل اعتراض بين الجانبين الياباني والصيني، حيث يزعم اليابانيون أنهم تعرضوا للهجوم من الطوابق العليا، ولم يعرفوا أن المبنى كان مكتبًا حكوميًا أو أن تساي كان يشغل منصب المفاوض.  الصينيون، من ناحية أخرى، أفادوا أن المبنى كان مميزا بشكل واضح، وأن أنف كاي قد حدع وأن آذانه ولسانه قد قطعو وعيناه فقعتا قبل إعدامه. وأفاد الصينيون أنه تم تجريد الأعضاء الآخرين من موظفيه من ملابسهم وجلدهم وسحبهم إلى الحديقة الخلفية وقتلهم بمدافع رشاشة. ردا على هذه التقارير، كتب الميجور جنرال سايتو ريو أن الحساب الصيني كان «دعاية»، وأن كاي قتل بالرصاص خلال القتال الدائر بين اليابانيين والصينيين، وأنه لا يمكن قطع الأذن أو الأنف بحربة.. 
بدأت المفاوضات لوقف العنف المتصاعد بسرعة، حيث وافق تشيانغ وفوكودا على هدنة. وافق تشيانغ، الذي لم يكن مهتمًا بالصراع مع اليابانيين، وأراد مواصلة الغزو الشمالي، على سحب قواته من المدينة، تاركًا فقط عددًا صغيرًا للحفاظ على النظام.   في 4 مايو، ذكر اليابانيون أن كبير المفاوضين، العقيد Sasaki Tōichi [佐々木到一]، تعرض للسرقة وضرب تقريبًا حتى الموت، ولم يتم إنقاذه إلا بتدخل أحد ضباط شيانغ. بالإضافة إلى ذلك، زعموا أن وعد تشيانغ بإخراج جميع الجنود الصينيين من المنطقة التجارية التي يسكنها اليابانيون في المدينة لم يتم تنفيذه.  وفي حديثه بعد حادثة ساساكي، قال اللواء تاتيكاوا يوشيتسوغو إنه «من الضروري أن تقوم اليابان بمعاقبة الجنود الصينيين الخارجين عن القانون من أجل الحفاظ على هيبة اليابان الوطنية والعسكرية».  ردا على طلب من الجنرال فوكودا، أمر رئيس الوزراء تاناكا بإرسال التعزيزات من كوريا ومنشوريا في "غزو شاندونغ الثالث" (第三山東出兵 Dai-san Santō Shuppei)، التي بدورها بدأت في الوصول إلى جينان في 7 قد. 

### الانتقام الياباني من جينان
مع تعزيز قواته، أصدر الجنرال فوكودا مجموعة من المطالب للصينيين، ليتم تلبيتها في غضون اثنتي عشرة ساعة. وهي: معاقبة الضباط الصينيين المسؤولين، ونزع سلاح القوات الصينية المسؤولة أمام الجيش الياباني، وإخلاء ثكنتين عسكريتين بالقرب من جينان، وحظر جميع الدعاية المعادية لليابان، وانسحاب جميع القوات الصينية إلى ما بعد 20 لي (وحدة قياس) على جانبي سكة حديد تشينغداو - جينان.  عرف اليابانيون أن الصينيين لن يتمكنوا من تلبية مطالبهم خلال الإطار الزمني المحدد. وبدلاً من ذلك، تم تصميم إصدارها لرفع الروح المعنوية للقوات اليابانية، وتخويف الصينين، وإظهار «تصميم» الجيش الياباني ضض الأجانب.  كما هو متوقع، كان ينظر إلى المطالب على أنها مهينة وغير مقبولة من قبل الصينيين. ورداً على ذلك، أرسل تشيانغ، الذي غادر المنطقة، أرسل ساعيًا يحمل رده إلى الحامية اليابانية، وأشار إلى أنه سيفي ببعض المطالب المعلنة وليس كلها.  شن فوكودا، الذي اعتبر أن مطالبه لم يتم الوفاء بها، هجومًا واسع النطاق على الصينيين في جينان بعد ظهر يوم 8 مايو.  كان القتال أشد ضراوة في ليلة 9-10 مايو، حيث استخدم اليابانيون المدفعية لقصف المدينة المسورة القديمة، حيث كانت القوات الباقية من الجيش الوطني متحصنة. لم يتم تحذير السكان المدنيين في المدينة القديمة قبل القصف الياباني، الذي يعتقد أنه أسفر عن سقوط العديد من الضحايا. هربت المجموعة الأخيرة من الجنود الصينيين تحت غطاء الليل في 10-11 مايو.  بحلول الصباح، سيطر اليابانيون بشكل كامل على جينان، واتخذوا مواقع في المدينة المسورة.  ستبقى المدينة تحت الاحتلال الياباني حتى مارس 1929، عندما تم التوصل إلى اتفاق لتسوية النزاع حول جينان.  تم تحديد فترة الاحتلال بالقمع، مع حظر حرية الصحافة والتجمع، والرقابة على المراسلات البريدية، وقتل السكان بزعم تعاطفهم مع حزب الكومينتانغ. 

## ما بعد الكارثة

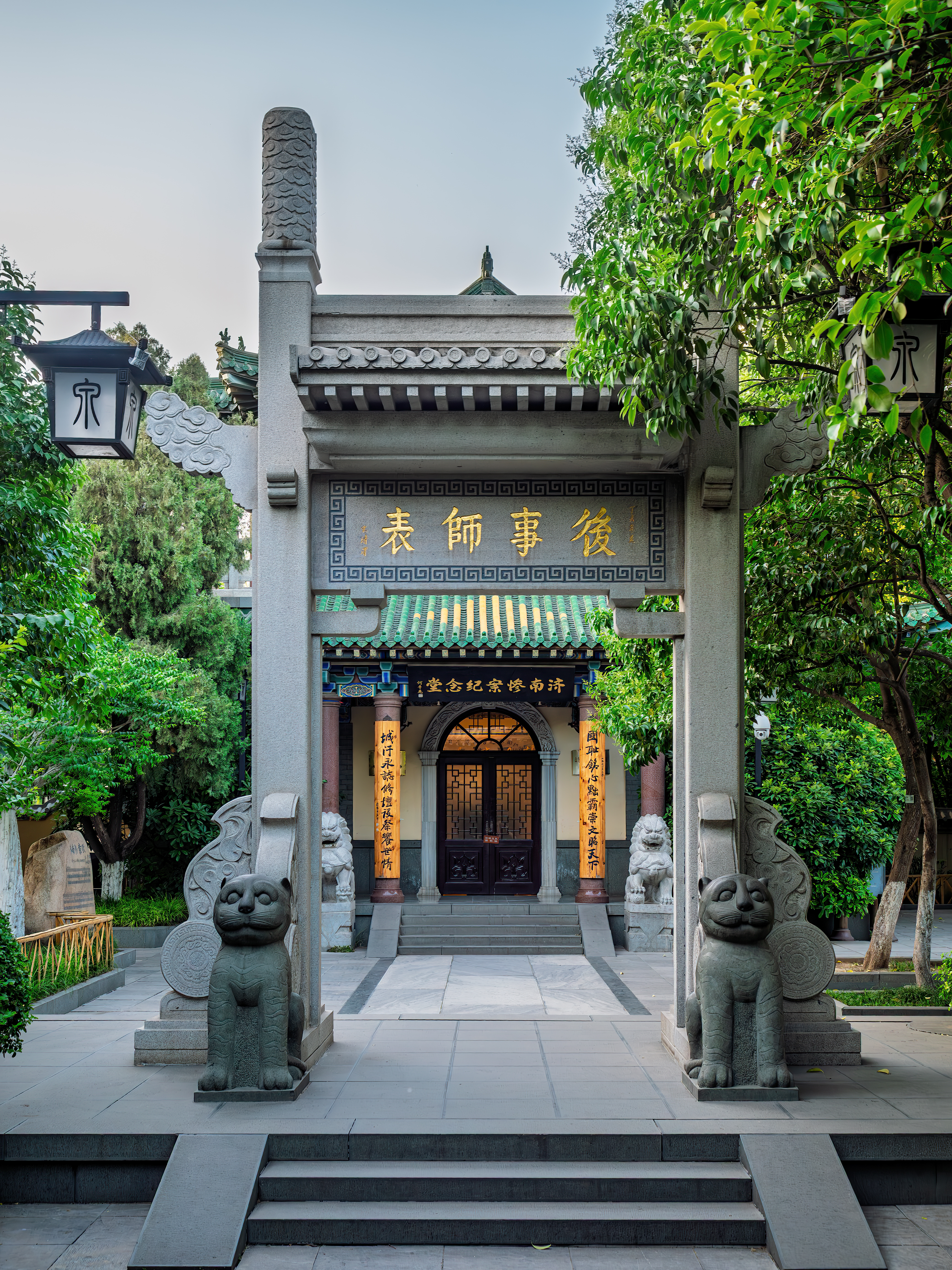
القاعة التذكارية مأساة جينان، باوتو سبرينج بارك، جينان

اعتذر شيانج لليابانيين في 10 مايو وأقال هي ياوزو من منصبه. بعد الحادث، قرر تشيانج أنه سيكتب «طريقة لقتل اليابانيين» كل يوم في مذكراته، وكتب أيضًا أنه يعتقد الآن أن اليابانيين هم أكبر أعداء الصين. وفي تبرير تراجعه عن الصراع في جينان، أضاف أنه «قبل أن يتمكن المرء من تصفية الحسابات، عليه أن يكون قوياً».  عندما ألقى شيانغ محاضرة لمجموعة من طلاب الجيش الصيني حول هذا الموضوع، حثهم على تحويل طاقاتهم للتخلص من عار جينان، ولكن عليهم إخفاء حقدهم حتى اللحظة الأخيرة. بدأ رئيس الوزراء الياباني تاناكا، الذي كان يأمل أيضًا في تجنب الصراع، المفاوضات مع شيانغ، وبعد عام تقريبًا، في مارس 1929، تم التوصل إلى اتفاق لتقاسم المسؤولية عن حادثة جينان، وتسوية النزاع، وسحب جميع القوات اليابانية من شاندونغ. 
لو كانت الحادثة مثالاً معزولاً للاعتداء الياباني والمقاومة الصينية، لكان من الممكن التوصل إلى تفاهم أوسع. ومع ذلك، واصلت قوات شيانغ توسيع سيطرتها في شمال الصين، بينما انعدام ثقة الجيش الياباني في قوى القومية الصينية لا يفتئ إلا ينموا.  طبقاً للمؤرخ أكيرا إيري، فإن حادثة جينان أظهرت الطبيعة الضعيفة لسلسلة القيادة اليابانية، وعجز مسؤولي الحكومة المدنية لوقف العدوان الأحادي من جانب الجيش.  حاصر قادة الجيش الياباني، سيطرة المدنيين بشكل متزايد، خشيةً من أن يستجيب شيانج للتحريض الوطني ويهدد مصالحهم في جنوب منشوريا.  أعقاب سابقة العمل الانفرادي الذي قام به الجنرال فوكودا في جينان، قامت مجموعة من ضباط جيش كوانتونج باغتيال زعيم حكومة بييانغ وحاكم مانشوريا زانج زولين في 4 يونيو 1928، مما أدى إلى سلسلة من الأحداث التي خلقت الذريعة للغزو الياباني لمنشوريا عام 1931. 

## نزاع على الصور
وفقا للباحثة اليابانية هارا ماسايوشي، فإن صور جثث المواطنين اليابانيين المذبوحين الذين يخضعون للتشريح في مستشفى جينان قد تم استخدامها بشكل خاطئ من قبل الناشرين الصينيين في الكتب المدرسية على أنها تصور التجارب اليابانية للوحدة 731 للأسلحة البيولوجية.  كما ظهروت أيضًا في متحف في مقاطعة جيلين، وفي كتب المدارس المتوسطة. كما تم استخدام نفس الصور عن طريق الخطأ في اليابان، كما هو الحال في «الطريق إلى محاكمات طوكيو» بواسطة كوريا كينتارو، وفي إحدى برنامج تلفزيون أساهي حول أهوال الحرب.  يمكن مشاهدة بعض هذه الصور أدناه. 

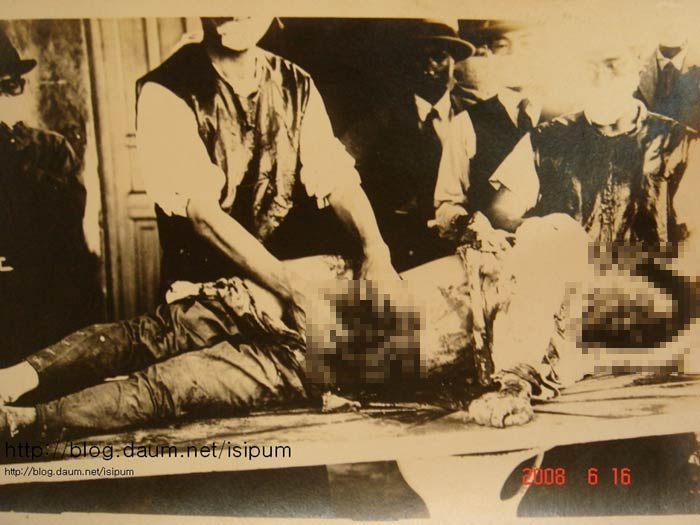
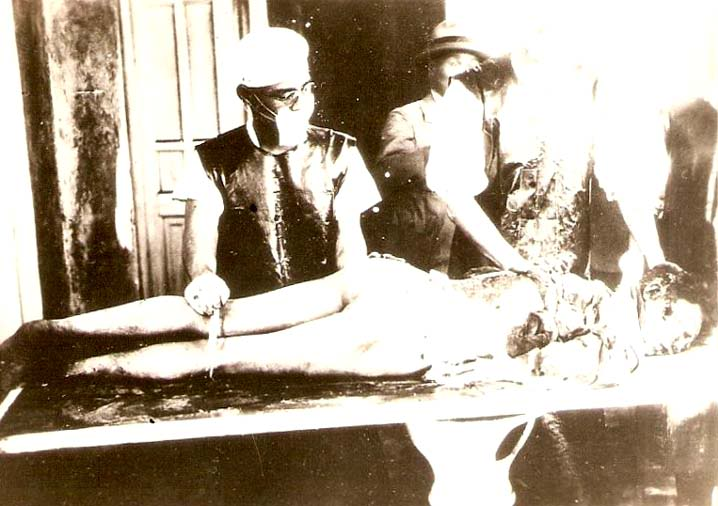
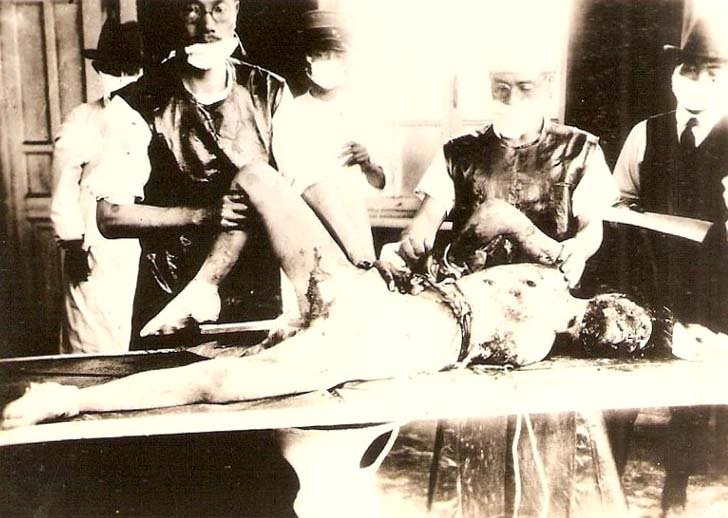

### اقتباسات
1. ↑  Li 1987، صفحة 238.
2. ↑  Hata, Sase & Tsuneishi 2002، صفحات 62–63.
3. 1 2 3 4 5  Hata, Sase & Tsuneishi 2002.
4. 1 2 3 4 5 6 7 8 9 10 11 12 13 14 15 16 17 18  Jordan 1976.
5. 1 2 3 4 5 6 7 8 9 10 11 12 13 14 15 16 17 18 19 20  Iriye 1990.
6. ↑  The New York Times, 30 May 1928
7. 1 2  Luo 1994.
8. 1 2  Miyata 2006.
9. 1 2 3 4 5 6 7 8  Wilbur 1983.
10. 1 2 3  The China Weekly Review, 12 May 1928.
11. ↑  Wei 2013.
12. ↑  Usui 1974.
13. 1 2  Nakamura 1989.
14. ↑  Jinan Municipal People's Government (1 Sep 2005). "The Year of 1928" (بالصينية). Archived from the original on 2012-07-24. Retrieved 2013-08-16. 蔡公时用日语抗议，日兵竟将其耳鼻割去，继又挖去舌头、眼睛。日军将被缚人员的衣服剥光，恣意鞭打，然后拉至院内用机枪扫射
15. ↑  Kudō 2010.
16. ↑  The New York Times, 11 May 1928
17. 1 2  Taylor 2009.
18. 1 2  Hara 1999.

### قائمة المراجع
- Abend، Hallett (11 مايو 1928). "Japan Wins Tsinan; Drives out Chinese in Week's Fighting". The New York Times.
- Iriye، Akira (1990) [pub. 1965]. After Imperialism : the search for a new order in the Far East, 1921–1931. Chicago: Imprint Publications. ISBN:1879176009. OCLC:23051432.
- Hara, Masayoshi (Oct 1999). "「済南事件」邦人被害者の写真(イラスト)を七三一部隊細菌戦人体実験として宣伝する「中国教科書」[The Chinese textbooks that propagandise photographs of Japanese victims of the Jinan Incident as depicting Unit 731 human experimentation]". Dōkō (باليابانية): 40–45.
- Jordan, Donald A. (1976). The Northern Expedition: China's National Revolution of 1926–1928 (بالإنجليزية). Honolulu: University Press of Hawaii. ISBN:9780824803520. Archived from the original on 2020-01-03.
- Li, Jiazhen (1987). 济南惨案 [Jinan Tragedy] (بالصينية). Beijing: China University of Political Science and Law Press. ISBN:7562000018. OCLC:21367831.
- Luo، Zhitian (1994). "The Chinese Rediscovery of the Special Relationship: The Jinan Incident as a Turning Point in Sino-American Relations". The Journal of American-East Asian Relations. ج. 3 ع. 4: 345–372. DOI:10.1163/187656194X00085 – عبر JSTOR.
- Taylor، Jay (2009). The generalissimo : Chiang Kai-shek and the struggle for modern China. Cambridge, Mass.: Belknap Press of Harvard University Press. ISBN:9780674033382. OCLC:252922333. مؤرشف من الأصل في 2022-06-10.
- Miyata, Masaki (2006). "再考-済南事件 [Rethinking the Jinan Incident]". The Journal of Military History (باليابانية). The Military History Society of Japan. 42: 98–117. ISSN:0386-8877. OCLC:5179115869.
- Nakamura, Akira (May 1989). "大東亜戦争への道 [Daitōasensō e no michi]". Shokun! (باليابانية). Vol. 21, no. 5. pp. 146–158.
- Usui, Katsumi (1974). Shōwashi no shunkan (باليابانية). Tōkyō: Asahi Shinbunsha. ISBN:4022591110. OCLC:22797563.
- Wei، Shuge (2013). "Beyond the Front Line: China's rivalry with Japan in the English-language press over the Jinan Incident, 1928". Modern Asian Studies. ج. 48 ع. 1: 188–224. DOI:10.1017/S0026749X11000886.
- Kudō, Miyoko (2010). Shōwa ishin no ashita : Niniroku jiken o ikita shōgun to musume (باليابانية). Tōkyō: Chikumashobō. ISBN:9784480427489. OCLC:743315061.
- Wilbur، C. Martin (1983). "The Nationalist Revolution : from Canton to Nanking, 1923-1928". في Fairbank، John King (المحرر). Republican China, 1912-1949. Part I. Cambridge, England: Cambridge University Press. ج. 12. ISBN:9780521243278. OCLC:2424772. {{استشهاد بكتاب}}: |عمل= تُجوهل (مساعدة)
- Hata, Ikuhiko; Sase, Masamori; Tsuneishi, Keiichi (2002). "済南事件 [Jinan incident]". 世界戦争犯罪事典 [Sekai sensō hanzai jiten] (باليابانية). Bungeishunjū. ISBN:4163585605. Archived from the original on 2020-03-21.
- "How the Japanese 'Reported' the Tsinan Incident". The China Weekly Review. 12 مايو 1928 – عبر ProQuest.
- "Japan Gives League Her Case on Tsinan". The New York Times. 30 مايو 1928.